# Siphonosoma mourense
Siphonosoma mourense är en stjärnmaskart som beskrevs av Sato 1930. Siphonosoma mourense ingår i släktet Siphonosoma och familjen Sipunculidae. Inga underarter finns listade i Catalogue of Life.